# Dimbach (Oberösterreich)
Dimbach  ist eine Marktgemeinde in Oberösterreich im Bezirk Perg im Mühlviertel mit 1009 Einwohnern (Stand 1. Jänner 2024). Die Gemeinde im Gerichtsbezirk Perg befindet sich etwa 27 km östlich der Bezirkshauptstadt Perg an der Grenze zum Bundesland Niederösterreich.

## Geografie
Dimbach liegt im unteren östlichen Mühlviertel, im sogenannten Plateau- und Hügelland. Die Ausdehnung beträgt von Nord nach Süd 6,5 und von West nach Ost 8,4 Kilometer. Die Gesamtfläche beträgt 31,39 Quadratkilometer. Beinahe die Hälfte der Fläche ist bewaldet, mehr als 45 Prozent werden landwirtschaftlich genutzt.

### Gemeindegliederung
| Katastralgemeinden                     | Ortschaften in der Gemeinde |
| -------------------------------------- | --- |
| Dimbach (19,49 km²) Gassen (11,91 km²) | Dimbach (M) · Dimbachreith (ZH) · Gassen (ZH) Gassnerhäuser (W) Großerlau (ZH) Erlau (W) Hornberg (ZH) Grammersdorf (W) Kleinerlau (ZH) · Vorderdimbach (ZH) |
| Legende                                | |

| In der Spalte Katastralgemeinden sind sämtliche Katastralgemeinden einer Gemeinde angeführt. In der Klammer ist die jeweilige Fläche in km² angegeben. |
| In der Spalte Ortschaften sind sämtliche von der Statistik Austria erfassten Siedlungen, die auch eine eigene Ortschaftskennziffer aufweisen, angeführt. In der Hierarchieebene derselben Spalte, rechts eingerückt, werden nur Ansiedlungen, die mindestens aus mehreren Häusern bestehen, dargestellt. Die wichtigsten der verwendeten Abkürzungen sind: - M = Hauptort der Gemeinde - Stt = Stadtteil - R = Rotte - W = Weiler - D = Dorf - ZH = Zerstreute Häuser - Sdlg = Siedlung - Hgr = Häusergruppe - E = Einzelgehöft (nur wenn sie eine eigene Ortschaftskennziffer haben) Die komplette Liste der Statistik Austria ist in: Topographische Siedlungskennzeichnung nach STAT Zu beachten ist, dass manche Orte unterschiedliche Schreibweisen haben können. So können sich Katastralgemeinden anders schreiben als gleichnamige Ortschaften bzw. Gemeinden. Quelle: Statistik Austria – |

Das Gemeindegebiet umfasst folgende Ortsteile (in Klammern Einwohnerzahl Stand 1. Jänner 2024):
- Dimbach (365)
- Dimbachreith (94)
- Gassen (188)
- Großerlau (175) samt Erlau
- Hornberg (53) samt Grammersdorf
- Kleinerlau (66)
- Vorderdimbach (68)

### Nachbargemeinden
| Pabneukirchen | St. Georgen                                 |                                |
|               | Kompassrose, die auf Nachbargemeinden zeigt | Dorfstetten (Niederösterreich) |
| Bad Kreuzen   | Waldhausen                                  |                                |

## Geschichte
Ursprünglich im Ostteil des Herzogtums Bayern (Awarenmark) liegend, gehörte Dimbach seit dem 12. Jahrhundert zum Herzogtum Österreich. Die erste bekannte urkundliche Erwähnung erfolgte in einer im Stift Waldhausen aufgefundenen Urkunde aus dem Jahr 1147. Dort wurde der Ort Dinninpach als reichdotierte Pfarre genannt. 1147 wurde Dinninpach nämlich gemeinsam mit etlichen anderen Mühlviertler Pfarren dem neu gegründeten Stift unterstellt. Sowohl der Dimbach als auch die Siedlung Dimbach leiten ihren Namen vom Familiennamen Dünn her, im 14. Jahrhundert war vom Dumpach und von der Dünnpecker Pfarre die Rede. 1420 und 1436 war Dimbach Opfer von Hussitenüberfällen.
Seit 1490 wird Dimbach dem Fürstentum Österreich ob der Enns zugerechnet. 1511 gewährte Kaiser Maximilian I. dem Ort Marktrechte und 1572 Kaiser Maximilian II. das Recht zur Führung eines Marktwappens. Während der Napoleonischen Kriege war der Dimbach mehrfach besetzt.
Seit 1918 gehört der Ort zum Bundesland Oberösterreich. Nach dem Anschluss Österreichs an das Deutsche Reich am 13. März 1938 gehörte der Ort zum „Gau Oberdonau“. 1945 erfolgte die Wiederherstellung Oberösterreichs. 1945 lag Dimbach kurze Zeit in der amerikanischen und ab 9. Mai 1945 bis 1955 in der sowjetischen Besatzungszone.

### Einwohnerentwicklung
Von 1981 bis 2001 konnte die Abwanderung durch eine positive Geburtenbilanz fast ausgeglichen werden. Danach sank die Geburtenbilanz und die Abwanderung nahm zu.

## Kultur und Sehenswürdigkeiten
- Katholische Pfarrkirche Dimbach Mariä Himmelfahrt
- Franz-Xaver-Müller-Haus

## Wirtschaft und Infrastruktur

### Wirtschaftssektoren
Dimbach ist eine landwirtschaftlich geprägte Gemeinde. Von den 129 land- und forstwirtschaftlichen Betrieben des Jahres 2010 wurden rund die Hälfte im Haupt- und im Nebenerwerb geführt.
| Wirtschaftssektor            | Anzahl Betriebe | Anzahl Betriebe | Erwerbstätige | Erwerbstätige |
| Wirtschaftssektor            | 2011            | 2001            | 2011          | 2001          |
| ---------------------------- | --------------- | --------------- | ------------- | ------------- |
| Land- und Forstwirtschaft 1) | 129             | 144             | 134           | 118           |
| Produktion                   | 10              | 7               | 49            | 44            |
| Dienstleistung               | 24              | 26              | 64            | 67            |

1) Betriebe mit Fläche in den Jahren 2010 und 1999
| Von den 552 Erwerbstätigen, die im Jahr 2011 in Dimbach wohnten, arbeitete ein Drittel in der Gemeinde und zwei Drittel pendelten aus. Aus der Umgebung kamen rund 50 Menschen zur Arbeit nach Dimbach. - Eisenbahn: Der näheste Bahnhof Grein-Bad Kreuzen ist mit dem Bus in zwanzig Minuten erreichbar. Von dort gibt es eine Bahnverbindung nach Linz. - Straße: Das Gemeindegebiet wird von der Greiner Straße B119 durchquert. | Hier fehlt eine Grafik, die leider im Moment aus technischen Gründen nicht angezeigt werden kann. Wir arbeiten daran! |

## Politik

### Gemeinderat
Der Gemeinderat hat seit 2015 insgesamt 13 Mitglieder.
- Mit den Gemeinderats- und Bürgermeisterwahlen in Oberösterreich 1997 hatte der Gemeinderat folgende Verteilung: 13 ÖVP, 5 SPÖ und 1 FPÖ.[11]
- Mit den Gemeinderats- und Bürgermeisterwahlen in Oberösterreich 2003 hatte der Gemeinderat folgende Verteilung: 12 ÖVP und 7 SPÖ.[12]
- Mit den Gemeinderats- und Bürgermeisterwahlen in Oberösterreich 2009 hatte der Gemeinderat folgende Verteilung: 13 ÖVP und 6 SPÖ.[13]
- Mit den Gemeinderats- und Bürgermeisterwahlen in Oberösterreich 2015 hatte der Gemeinderat folgende Verteilung: 9 ÖVP und 4 SPÖ.[14]
- Mit den Gemeinderats- und Bürgermeisterwahlen in Oberösterreich 2021 hat der Gemeinderat folgende Verteilung:  6 ÖVP, 5 SPÖ und 2 FDB.[15]

### Bürgermeister
Bürgermeister seit 1850 waren:
in Gassen (bis zur Eingemeindung 1875):
- 1850–1858 Johann Steindl
- 1858–1862 Leopold Haslinger
- 1862–1864 Ignaz Burgstaller
- 1864–1867 Filipp Leitner
- 1867–1870 Jakob Furtlehner
- 1870–1873 Franz Grünberger
- 1873–1875 Leopold Leimmüller

in Dimbach
- 1850–1860 Michael Neulinger
- 1860–1864 Johann Schachenhofer
- 1864–1879 Franz Puchberger
- 1879–1895 Georg Gruber
- 1895–1903 Karl Neulinger
- 1903–1906 Georg Gruber
- 1906–1919 Franz Buchberger
- 1919–1924 Heinrich Gruber
- 1924–1945 Leopold Neulinger
- 1945–1949 Johann Leitner
- 1949–1961 Leoplod Leitner
- 1961–1973 Karl Furtlehner
- 1973–1979 Karl Steinbauer
- 1979–1996 Alois Leitner
- 1996–2019 Josef Wiesinger
- 2019–2021 Andreas Fenster (ÖVP)[17]
- seit 2021 Manfred Johann Fenster (SPÖ)[18]

### Partnerschaft
Mit der namensgleichen Gemeinde Dimbach in der Pfalz wurde am 30. April 2019 eine europäische Gemeindepartnerschaft offiziell vereinbart, um die seit 2015 bestehende Freundschaft weiter zu festigen.

### Wappen
Offizielle Beschreibung des Gemeindewappens:
„In Rot ein silberner Wellenbalken, darin ein silberner, schwarz bewehrter, schwimmender Schwan.“
Die Gemeindefarben sind: Grün-Weiß-Rot.

## Persönlichkeiten

### Söhne und Töchter der Gemeinde
- Franz Xaver Müller (1870–1948), Komponist, Priester und Domkapellmeister
- Gerhard Redl (* 1962), Bobfahrer